# Powrót króla (film 1980)
Powrót króla (ang. The Return of the King: A Story of the Hobbits) – amerykański animowany film fantasy z 1980 roku w reżyserii i produkcji Arthura Rankina Jr. i Julesa Bassa na podst. powieści Hobbit i Władca Pierścieni: Powrót króla J.R.R. Tolkiena.
Film jest często uważany za sequel filmu animowanego Władca Pierścieni z 1978 roku reżyserii Ralpha Bakshi, jako że ten adaptuje jedynie dwie pierwsze książki z trylogii Tolkiena. W rzeczywistości Rankin/Bass tworzyło film niezależnie od  Bakshiego jako bezpośrednią kontynuację filmu Hobbit z 1977 roku

## Fabuła
Hobbit Frodo Baggins na 129. urodzinach swego wuja Bilbo Bagginsa wyjaśnia mu skąd u niego brak palca, jak i pierścienia, który Bilbo znalazł podczas podróży z krasnoludami. Jak okazało się, pierścień należał do władcy ciemności – Saurona i zatruwał duszę tego, co go nosi. Bilbo uniknął tego losu, gdyż używał go kilka razy w dobrych celach, a po powrocie do domu trzymał jako trofeum na półce. Rosnący w siłę Sauron podbija kolejne krainy Śródziemia. Jedyną nadzieją jest człowiek Aragorn wracający, by objąć pusty tron Gondoru. By mógł zatriumfować – pierścień Saurona musi zostać zniszczony w ogniu Góry Przeznaczenia. Frodo podejmuje się tego zadania i wraz ze swym ogrodnikiem i przyjacielem – hobbitem Samwise’em po wielu przygodach dociera do Mordoru, krainy władanej przez Saurona.
Frodo zostaje uwięziony w wieży Cirith Ungol. Samwise u jej bram dostrzega porzucone pierścień i miecz Froda odziedziczony po Bilbie – Żądło ostrzegający przed zagrożeniem. Chce przedrzeć się przed kłócących się orków, ale pierścień nie pozwala mu przejść. Samwise chce sam kontynuować misję, ale czując zły wpływ pierścienia wznawia ratunek Froda. Tymczasem Minas Tirith, stolicę Gondoru – ostatni bastion przed Sauronem powoli opanowują wojska Mordoru. W Białej Wieży namiestnik Gondoru, lord Denethor, jest opętany obłędem, o czym informuje Gandalfa jego asystent – hobbit Pippin. Wedle palantíru bezbłędnie przepowiadającego przyszłość, rzeką Anduina dotrze wroga Czarna Flota. Dla popełniającego samobójstwo Denethora to znak, iż mimo sojuszu z krajem Rohan, Gondor upadnie. Pippin prosi Gandalfa o zostanie nowym namiestnikiem, ale ten odmawia uznając, że nie ma nadziei.
Samwise przedziera się przez bramę Cirith Ungol, ale dziwi go widok martwych orków. Ocalały przy życiu wyjaśnia mu, że ich kapitan kazał walczyć o szatę Froda. W końcu Samwise ratuje Froda, który pierwszy raz ulega złemu wpływowi pierścienia. Z pomocą Flakonika Galadrieli oba hobbity opuszczają Cirirth Ungol i w zbrojach orków kierują się ku Górze Przeznaczenia, lecz muszą ukrywać się przed Nazgûlami, najstraszniejszymi sługami Saurona. Zmęczeni nieustanną tułaczką spoczywają w Dolinie Gorgoroth, lecz wzięci za orków zostają wcieleni do maszerującego ich oddziału. Gdy ścierają się z oddziałem Easterlingów, Samwise prowokuje dowódcę oddziału orków do walki z Easterlingami. W zamieszaniu hobbity umykają i kontynuują swą wędrówkę.
Ostatnia brama Białej Wieży zostaje szturmowana przez wojska Mordoru dowodzone przez Wodza Nazgûli, najstraszliwszego z nich wszystkich i zastępcę Saurona. W ostatniej chwili przybywają wojska Rohanu pod wodzą jego władcy Théodena, któremu służy przyjaciel Pippina – hobbit Merry. Tymczasem Frodo i Samwise są u podnóży Góry Przeznaczenia, gdzie muszą ukrywać się przed okiem Saurona monitorującym z jego zamku Barad-dûr, a następnie walczą ze Gollumem, który opuścił swój dom w górach i podążał za hobbitami w celu odzyskania pierścienia. Po dotarciu do środka Góry Przeznaczenia hobbity mają wypełnić swoją misję, ale Frodo znów zostaje opętany przez pierścień i zakłada go, by umknąć Samwise’owi.
Na polach Pelennor wojska Rohanu i Mordoru ścierają ze sobą, lecz Théoden ginie. Wódz Nazgûli chce ogłosić zwycięstwo, ale do walki z nim staje Éowina, siostrzenica Théodena. Z pomocą Merry’ego Éowina zabija Wodza Nazgûli i wojska Mordoru uciekają w popłochu. Zgodnie z przewidywaniami palantíru dociera Czarna Flota, lecz na jej czele stoi triumfujący Aragorn. Za jego decyzją wojska Gondoru i Rohanu udają pod bramy Mordoru. Tymczasem w Górze Przeznaczenia pojawia się Gollum i odgryza Frodowi palec z pierścieniem, ale podczas triumfu traci równowagę i spada do lawy. Tym samym pierścień zostaje zniszczony, a wraz z nim Sauron i jego wojska. Frodo i Samwise zostają ocaleni przez orły i ich króla. W Śródziemiu nastaje spokój, a Aragorn staje się królem Gondoru.
Po wysłuchaniu opowieści Bilbo oznajmia, że zamiast do Hobbiton udaje się do Szarych Przystani wraz z Elrondem i Gandalfem w zamian za swe zasługi, kończąc tym samym Trzecią Erę Śródziemia. Czując się stary przez pierścień Saurona Frodo decyduje się iść z nimi, na co Gandalf wyraża zgodę. Martwiącemu się Samwise’owi zostają powierzone spisane dzieje Bilba i Froda. Gandalf zapewnia także Samwise’a, Merry’ego i Pippina, że w nowej erze znajdzie się miejsce dla nich, gdyż hobbici są najbliżsi ludziom, a ludzie czytający ich dzieje będą zastanawiać jaka w nich jest cząstka hobbitów.

## Obsada głosowa
- Orson Bean –
  - Frodo Baggins,
  - Bilbo Baggins
- Roddy McDowall – Samwise „Sam” Gamgee
- John Huston – Gandalf
- Theodore Bikel – Aragorn
- Casey Kasem – Merry
- Sonny Melendrez – Pippin
- Brother Theodore – Gollum
- Don Messick –
  - Théoden,
  - dowódca Easterlingów,
  - Rzecznik Saurona
- John Stephenson –
  - Wódz Nazgûli,
  - gondorski strażnik
- William Conrad – Denethor
- Nellie Bellflower – Éowina / Dernhelm
- Paul Frees –
  - Orkowie,
  - Uruk-hai,
  - Elrond
- Glenn Yarbrough – gondorski minstrel